# The Case of the Stuttering Bishop
The Case of the Stuttering Bishop é um filme estadunidense de 1937, baseado no livro homônimo de Erle Stanley Gardner. O filme é o sexto e último da série Perry Mason (Warner Bros.), e é protagonizado por Donald Woods intérprete de Perry Mason e Ann Dvorak interpretando Della Street.

## Sinopse
Um bispo da Austrália contrata Perry Mason, para que este avalie o caso de uma mulher que foi injustamente acusada de assassinato 22 anos antes. O caso envolve Brownley, um homem muito rico, cuja neta é acusada de ser uma impostora. Perry Mason conhece a mulher, Ida Gilbert, e procura Brownley, mas o fato é que Brownley foi assassinado, quando tinha um encontro com Ida.

### Elenco
- Donald Woods como Perry Mason
- Ann Dvorak como Della Street
- Anne Nagel como Janice Alma Brownley
- Linda Perry como Janice Seaton
- Craig Reynolds como Gordon Bixler
- Gordon Oliver como Philip Brownley
- Joseph Crehan como Paul Drake
- Helen MacKellar como Stella Kenwood
- Edward McWade como bispo William Mallory
- Tom Kennedy como Jim Magooney
- Mira McKinney como Ida Gilbert
- Frank Faylen	como Charlie Downs
- Douglas Wood	como Renald C. Brownley
- Veda Ann Borg como Gladys
- George Lloyd	como Peter Sacks
- Selmer Jackson como Victor Stockton
- Charles C. Wilson como promotor Hamilton Burger